# 1589 год
1589 (ты́сяча пятьсо́т во́семьдесят девя́тый) год  по григорианскому календарю — невисокосный год, начинающийся в воскресенье. Это 1589 год нашей эры, 9‑й год 9‑го десятилетия XVI века 2‑го тысячелетия, 10‑й год 1580‑х годов. Он закончился 436 лет назад.
| Пн | Вт | Ср | Чт | Пт | Сб | Вс |
|    |    |    |    |    |    | 1  |
| 2  | 3  | 4  | 5  | 6  | 7  | 8  |
| 9  | 10 | 11 | 12 | 13 | 14 | 15 |
| 16 | 17 | 18 | 19 | 20 | 21 | 22 |
| 23 | 24 | 25 | 26 | 27 | 28 | 29 |
| 30 | 31 |    |    |    |    |    |

| Пн | Вт | Ср | Чт | Пт | Сб | Вс |
|    |    | 1  | 2  | 3  | 4  | 5  |
| 6  | 7  | 8  | 9  | 10 | 11 | 12 |
| 13 | 14 | 15 | 16 | 17 | 18 | 19 |
| 20 | 21 | 22 | 23 | 24 | 25 | 26 |
| 27 | 28 |    |    |    |    |    |

| Пн | Вт | Ср | Чт | Пт | Сб | Вс |
|    |    | 1  | 2  | 3  | 4  | 5  |
| 6  | 7  | 8  | 9  | 10 | 11 | 12 |
| 13 | 14 | 15 | 16 | 17 | 18 | 19 |
| 20 | 21 | 22 | 23 | 24 | 25 | 26 |
| 27 | 28 | 29 | 30 | 31 |    |    |

| Пн | Вт | Ср | Чт | Пт | Сб | Вс |
|    |    |    |    |    | 1  | 2  |
| 3  | 4  | 5  | 6  | 7  | 8  | 9  |
| 10 | 11 | 12 | 13 | 14 | 15 | 16 |
| 17 | 18 | 19 | 20 | 21 | 22 | 23 |
| 24 | 25 | 26 | 27 | 28 | 29 | 30 |

| Пн | Вт | Ср | Чт | Пт | Сб | Вс |
| 1  | 2  | 3  | 4  | 5  | 6  | 7  |
| 8  | 9  | 10 | 11 | 12 | 13 | 14 |
| 15 | 16 | 17 | 18 | 19 | 20 | 21 |
| 22 | 23 | 24 | 25 | 26 | 27 | 28 |
| 29 | 30 | 31 |    |    |    |    |

| Пн | Вт | Ср | Чт | Пт | Сб | Вс |
|    |    |    | 1  | 2  | 3  | 4  |
| 5  | 6  | 7  | 8  | 9  | 10 | 11 |
| 12 | 13 | 14 | 15 | 16 | 17 | 18 |
| 19 | 20 | 21 | 22 | 23 | 24 | 25 |
| 26 | 27 | 28 | 29 | 30 |    |    |

| Пн | Вт | Ср | Чт | Пт | Сб | Вс |
|    |    |    |    |    | 1  | 2  |
| 3  | 4  | 5  | 6  | 7  | 8  | 9  |
| 10 | 11 | 12 | 13 | 14 | 15 | 16 |
| 17 | 18 | 19 | 20 | 21 | 22 | 23 |
| 24 | 25 | 26 | 27 | 28 | 29 | 30 |
| 31 |    |    |    |    |    |    |

| Пн | Вт | Ср | Чт | Пт | Сб | Вс |
|    | 1  | 2  | 3  | 4  | 5  | 6  |
| 7  | 8  | 9  | 10 | 11 | 12 | 13 |
| 14 | 15 | 16 | 17 | 18 | 19 | 20 |
| 21 | 22 | 23 | 24 | 25 | 26 | 27 |
| 28 | 29 | 30 | 31 |    |    |    |

| Пн | Вт | Ср | Чт | Пт | Сб | Вс |
|    |    |    |    | 1  | 2  | 3  |
| 4  | 5  | 6  | 7  | 8  | 9  | 10 |
| 11 | 12 | 13 | 14 | 15 | 16 | 17 |
| 18 | 19 | 20 | 21 | 22 | 23 | 24 |
| 25 | 26 | 27 | 28 | 29 | 30 |    |

| Пн | Вт | Ср | Чт | Пт | Сб | Вс |
|    |    |    |    |    |    | 1  |
| 2  | 3  | 4  | 5  | 6  | 7  | 8  |
| 9  | 10 | 11 | 12 | 13 | 14 | 15 |
| 16 | 17 | 18 | 19 | 20 | 21 | 22 |
| 23 | 24 | 25 | 26 | 27 | 28 | 29 |
| 30 | 31 |    |    |    |    |    |

| Пн | Вт | Ср | Чт | Пт | Сб | Вс |
|    |    | 1  | 2  | 3  | 4  | 5  |
| 6  | 7  | 8  | 9  | 10 | 11 | 12 |
| 13 | 14 | 15 | 16 | 17 | 18 | 19 |
| 20 | 21 | 22 | 23 | 24 | 25 | 26 |
| 27 | 28 | 29 | 30 |    |    |    |

| Пн | Вт | Ср | Чт | Пт | Сб | Вс |
|    |    |    |    | 1  | 2  | 3  |
| 4  | 5  | 6  | 7  | 8  | 9  | 10 |
| 11 | 12 | 13 | 14 | 15 | 16 | 17 |
| 18 | 19 | 20 | 21 | 22 | 23 | 24 |
| 25 | 26 | 27 | 28 | 29 | 30 | 31 |

## События
- 1493—1593 — Столетняя хорватско-османская война. Серия вооружённых конфликтов между Королевством Хорватия и Османской империей[1].
- 1507—1622 — Португало-персидская война. Ряд вооружённых конфликтов между колониалистской Португалией и вассальным Ормузом, с одной стороны, и Сефевидской империей, поддерживаемой англичанами, с другой[2].
- 1511—1641 — Малайско-португальская война. Вооружённый конфликт XVI-XVII веков, в котором Малаккский султанат при поддержке империи Мин, Голландской Ост-Индской компании (с 1607) и Джохора безуспешно сопротивлялся Португальской империи, стремившейся захватить Малакку и установить контроль над торговлей между Индией и Китаем[3].
- 1566—1609 — первый этап Нидерландской буржуазной революции (Восьмидесятилетняя война). Религиозно-идеологическая, политическая и социально-экономическая борьба Семнадцати провинций за независимость от испанского владычества[4].
- 1578—1590 — Турецко-персидская война[5].
- 1580—1589 — закончилась Португало-турецкая война[6].
- 1584—1589 — заканчиваются Календарные беспорядки. Столкновения в Риге между городским патрициатом и бюргерской оппозицией[7].

- 1585—1604 — Англо-испанская война[8]. 
  - Английская армада[9].
  - Август—сентябрь — Азорская экспедиция[10].
- 1585—1598 — Восьмая гугенотская война[11]. 
  - 8 мая — атака Тура. Сражение между войсками Католической лиги под командованием герцога Майенского и частями роялистов и гугенотов во главе с Генрихом III, предшествовавшее походу на Париж соединенной армии королей Франции и Наварры[12].
  - Июль—август — осада Парижа[13].
  - 15—18 сентября — битва при Арке между французской королевской армией Генриха IV, поддержанного английскими наемниками, и войсками Католической лиги под командованием Шарля Лотарингского, герцога Майеннского[14].
  - 1—3 ноября — атака Парижа. Вторая попытка короля Франции Генриха IV отвоевать Париж у войск Католической лиги[13].
- 1589—1595 — Хидэёси ввёл новый земельный кадастр.
- Апрель — Инцидент с бейлербеем. Восстание янычар в Стамбуле[15].
- 1 августа — Генрих III убит фанатиком Жаком Клеманом, подосланным Лигой. Волнения в Париже. Католическая лига выдвинула своего кандидата на престол, брата герцога Гиза. Начало испанской интервенции во Францию. Филипп послал войска в Нормандию, Бретань, Лангедок и другие районы.
- Португальцы завоевали Анголу и объявили её владением Португалии.
- Крымское ханство совершило крупный набег на Речь Посполитую[16].
- Основан пгт Иванков Киевской области.

## Русское государство
Царствование: 1584—1598 — Фёдор Иванович
- 23 января (2 февраля) — на заседании Освящённого собора с участием константинопольского патриарха Иеремии II и других представителей греческого духовенства состоялось наречение митрополита Иова (см. 1590 год)[17].
- 26 января (5 февраля) — в Москве учреждено патриаршество. Возведение Иова в сан патриарха Московского и Всея Руси.  Константинопольский патриарх Иеремия, в присутствии царя и церковных иерархов, поставляет в первые патриархи московского митрополита — Иова. Установление Патриаршества оформляется соборной уложенной грамотой[18].
- Май — установление четырёх митрополий: в Новгороде, Казани, Ростове и на Крутицах[19].
- Май — Гермоген (будущий патриарх) рукоположен в епископы и поставлен митрополитом Казанским и Астраханским. Начал проводить христианизацию неславянского населения Поволжья. Начал создавать особые слободы "новокрещенцев"[20].
- 22 июня — завершилась 16-летняя война Русского царства с ханом Кучумом.
- 14 декабря — Фёдор Иванович со своим двором и войском отправляется в Великий Новгород (выступает в поход на шведов в январе 1590 года)[18].
- Конец года — нападение шведских войск на Русскую Лапландию. Погибло 450 человек. В связи с постоянными набегами "свейских немцев" (шведов), на Кандалакшскую и Кемскую волости начинает готовиться поход на Ругодив с участием царя[18].
- Судебник 1589 года возник в Устьянских волостях Подвинья и имел значения кодекса правовых норм (судебной книги) только для Севера и Северо-Востока Европейской части Руси (официально не утверждён), но при этом признавался Приказами[21].
- Пожалован боярством: Хворостинин Фёдор Иванович[22].
- На службу Государю выехали родоначальники дворянских родов: Труновы и Орловские[23].
- Местничество:
  - Шестунов Фёдор Дмитриевич и Хворостинин Дмитрий Иванович[24].
  - Алферьев Роман Василиевич (думный дворянин) и Зубок-Засекин Григорий Осипович[24].
  - Бутурлин Фёдор Андреевич и Квашнин Василий Фёдорович[24].
  - Одоевский Михаил Никитич и Буйносов-Ростовский Пётр Иванович (первый раз в 1586 году)[25].
  - Одоевский Михаил Никитич и Голицын Иван Иванович. По царскому указу из-за неправомерного местничества Одоевский временно посажен в тюрьму в Калуге[25].

### Города и поселения
- В Москве начато строительство Белого города.
- Основан город Царицын (сов. Волгоград), как город-крепость, часть Волжской укреплённой линии, сооружённой для охраны южных рубежей Русского государства[26]. По другим данным это было в 1588 году[18][27].
- Основан Цивильск, как русская крепость, бежецким дворовым сыном боярским Непейцыным Василием Ивановичем на месте одноимённого чувашского поселения[28].
- На левом берегу Дона основан, как казачий городов Усть-Медведицкий (сов. г. Серафимович) Войска Донского[29].
- 1582—1589 — строительство каменного Астраханского кремля (см. 1558 год)[30].

### Руководители приказов
| Года      | Приказ            | Ф,И,О главы                 | Примечания |
| --------- | ----------------- | --------------------------- | ---------- |
| 1577-1594 | Разрядный приказ  | Щелкалов Василий Яковлевич  |            |
| 1570-1594 | Посольский приказ | Щелкалов Андрей Яковлевич   |            |
| 1584-1597 | Большого дворца   | Годунов Григорий Васильевич | Боярин     |
| 1586-1593 | Стрелецкий приказ | Годунов Иван Васильевич     | Боярин     |

## Начало правления
См.также: Список глав государств в 1589 году
- 1589—1610 — король Франции Генрих IV, первый из династии Бурбонов.
- 1589—1670 — Паши Тимбукту. Назначались шерифами Марокко.

## Родились

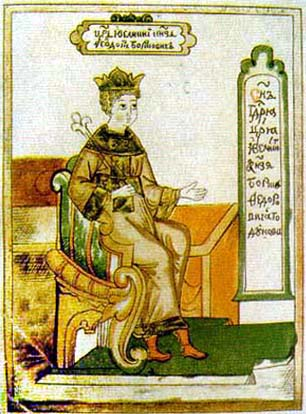
Изображение русского царя Фёдора II Годунова

См. также: Категория:Родившиеся в 1589 году
- Иван Гундулич — наиболее известный югославянский (Дубровницкая республика) поэт эпохи барокко. Причисляется к классикам как хорватской, так и сербской литературы.
- Далай-лама IV — четвёртый далай-лама с 1601 по 1617 год, внук алтан-хана.
- Мария Магдалена Австрийская — супруга великого герцога Тосканского Козимо II Медичи, дочь эрцгерцога Карла II и Марии Анны Баварской, мать великого герцога Тосканского Фердинандо II Медичи.
- Петер Минёйт — голландский политический деятель, губернатор Новых Нидерландов (1626—1631), губернатор Новой Швеции (1638).
- Доменико Фетти — итальянский художник эпохи барокко.
- Фёдор II Годунов — царь России с 13/23 апреля по 1/11 июня 1605 года, картограф. Его царствование — кратчайшее пребывание лица мужского пола на российском престоле и второе по краткости после правления его тётки Ирины Годуновой.

## Скончались

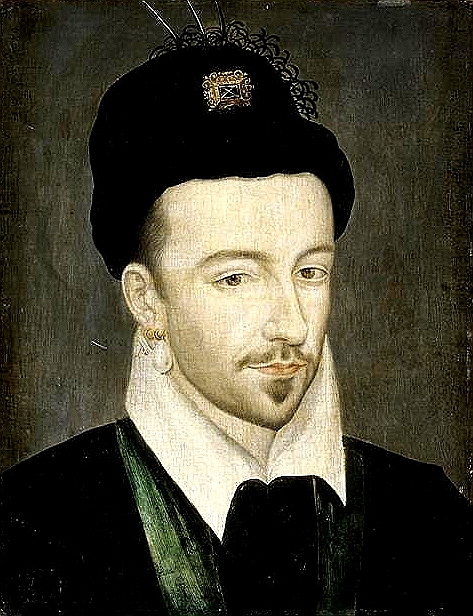
Изображение французского короля Генриха III

См. также: Категория:Умершие в 1589 году
- Жан Антуан де Баиф — выдающийся французский поэт лютнист, композитор и переводчик XVI века[34]. Входил в состав поэтического объединения «Плеяда».
- Бенедикт Чёрный — итальянский святой, почитаемый католической и лютеранской церквями, день памяти — 4 апреля.
- Генрих III — последний король Франции из династии Валуа с 30 мая 1574 года по 2 августа 1589 года, четвёртый сын Генриха II, короля Франции и Екатерины Медичи, герцог Ангулемский (1551—1574), герцог Орлеанский (1560—1574), герцог Анжуйский (1566—1574), герцог Бурбонский (1566—1574), герцог Овернский (1569—1574), король польский и великой князь литовский с 21 февраля 1573 года по 18 июня 1574 года (формально до 12 мая 1575 года).
- Джакомо Дзабарелла — итальянский философ, логик и астролог, граф, представитель ренессансного аристотелизма.
- Екатерина Медичи — королева и регентша Франции, жена Генриха II, короля Франции из Ангулемской линии династии Валуа.
- Жак Клеман — религиозный фанатик, убийца французского короля Генриха III.
- Леоне Леони — итальянский медальер, скульптор и золотых дел мастер, один из самых авторитетных и высокооплачиваемых мастеров эпохи маньеризма.
- Христофор Плантен — фламандский издатель и типограф французского происхождения.
- Алессандро Фарнезе — итальянский прелат и дипломат, известный коллекционер и патрон искусства, носил прозвище «великого кардинала» (Il Gran Cardinale).
- Иоанн Московский (Большой колпак) — блаженный святой, погребён в храме Василия Блаженного[35].